# 明尼奧拉鎮區 (明尼蘇達州古德休縣)
明尼奧拉鎮區（英語：Minneola Township）是位於美國明尼蘇達州古德休縣的一個行政鎮區。

## 地方資料
明尼奧拉鎮區的面積為85.70平方千米，當中陸地面積為85.59平方千米，而水域面積為0.11平方千米。根據2020年美國人口普查的數據，當地共有人口627人，而人口密度為每平方千米7.32人。